# Franco Freda
Franco Giorgio Freda, noto anche con lo pseudonimo di L'Editore negli ambienti di estrema destra (Padova, 11 febbraio 1941), è un terrorista italiano, appartenente all'area della destra radicale.
Condannato nel processo di primo grado per la strage di piazza Fontana del 1969, fu assolto, con formula dubitativa, in due successivi processi d'appello e per gli attentati esplosivi del 25 aprile 1969 e quelli ai treni dell'estate 1969, compiuti nell'ambito della cosiddetta strategia della tensione e individuato quale responsabile dell'associazione sovversiva riconducibile al Gruppo di Ar, formato da sostenitori della casa editrice di ispirazione tradizionalista e neonazista Edizioni di Ar, da lui stesso fondata nel 1963 e poi diretta (attività che gli valse il suddetto soprannome de l'Editore). Fu in seguito condannato per istigazione all'odio razziale in relazione alle vicende del Fronte Nazionale. Una successiva sentenza della Cassazione nel 2005 ha affermato che la strage di Piazza Fontana fu realizzata da «un gruppo eversivo costituito a Padova nell'alveo di Ordine Nuovo» e «capitanato da Franco Freda e Giovanni Ventura», dichiarandoli però non più processabili in quanto «irrevocabilmente assolti dalla Corte d'assise d'appello di Bari».
Autodefinitosi politicamente "nazi-maoista", per le sue teorie a metà strada tra nazismo e maoismo e apertamente ispirato al pensiero e alle teorie di Julius Evola, Freda è ancora attivo politicamente e collabora con diverse testate giornalistiche (tra cui il quotidiano Libero per il quale ha curato la rubrica culturale L'inattuale durante la direzione di Maurizio Belpietro) e gestisce le Edizioni di Ar.
Nel novembre 2022 la sua libreria ad Avellino è stata perquisita dopo essere stata usata per l'indottrinamento di una cellula neonazista.

## Biografia

### Infanzia e studi
Nato a Padova da padre irpino, Michelangelo e madre veneta, Nella Silvestrin, si avvicinò alla politica fin da giovanissimo. Dopo la maturità classica al liceo "Tito Livio", ha presieduto la sezione San Marco del Fronte universitario d'azione nazionale di Padova, il movimento universitario del Movimento Sociale Italiano.
Laureato in giurisprudenza presso l'Università di Padova, già nel 1963 abbandona l'MSI dopo meno di un anno dalla sua iscrizione per dar vita ad un "gruppo di studio" denominato "Gruppo di Ar", con le Edizioni di Ar, casa editrice militante nella destra neofascista sulla scia del pensiero di Julius Evola. Tra i volumi pubblicati troviamo tutti gli scritti di Adolf Hitler, incluso il Mein Kampf, numerosi volumi negazionisti dell'Olocausto tra cui Auschwitz: fine di una leggenda di Carlo Mattogno, alcuni testi di Friedrich Nietzsche con l'originale tedesco a fronte, ma anche autori come Nikolaj Roerich, l'artista russo candidato al premio Nobel per la pace, Riccardo Bacchelli, Nicolás Gómez Dávila, Georg Simmel, e altri.
Nel 1963, fortemente influenzato dal pensiero evoliano, scrisse per il periodico Tradizione una recensione di Cavalcare la tigre.

### Manifesto del Gruppo di Ar
Nel 1963 Freda scrive il Manifesto del Gruppo di Ar, che fissa le coordinate del suo pensiero:

### Il saggioLa disintegrazione del sistema
Nel 1969 pubblicò La disintegrazione del sistema (intervento di Freda nella riunione del comitato di reggenza del Fronte europeo rivoluzionario, avvenuto a Ratisbona il 17 agosto 1969), vero e proprio "libro-guida" per i nazimaoisti e neofascisti tradotto in diverse lingue in seguito più volte ristampato e divenuto (assieme ai testi di Julius Evola) il testo del radicalismo di destra italiano più conosciuto all'estero. Si tratta di un manifesto che avrà una grande influenza nell'ambiente neofascista degli anni a venire (come ad esempio il caso della rivista Quex, legata ai Nuclei Armati Rivoluzionari, fondata da Fabrizio Zani, Mario Tuti, Edgardo Bonazzi e Angelo Izzo e il mensile Orion di Maurizio Murelli, apertamente ispirate ad esso), costituendo un elemento di rottura con le ideologie ispirate al Ventennio e ai nazionalismi europei ed ordinovisti, proponendo un'unione con alcuni elementi dell'analisi marxista.
Nell'opera Freda teorizzò uno stato basato su un comunismo aristocratico, una via di mezzo tra la Repubblica di Platone, il Terzo Reich e la Cina di Mao.
Il sistema del quale Freda predica e intende perseguire la distruzione è quello borghese e capitalista, e, ne La disintegrazione del sistema, auspica un'alleanza tattica con certi settori della sinistra rivoluzionaria, al fine di creare un unico fronte comune antiborghese. Per fare ciò Freda respinge ogni tattica legalitaria o riformistica proponendo l'abbandono di ogni «colpevole esitazione dinanzi all'impiego di tutti quei mezzi drastici e risolutivi che solo la violenza possiede.»
Freda, richiamandosi a una aristocrazia ariana e sostenitore di teorie nazionalsocialiste, sin dagli anni sessanta iniziò a contestare la direzione dell'MSI, accusandola di 'tortuosità' e di compromesso con «la democrazia moribonda della Repubblica». 
Nella sua casa editrice, oltre alla Disintegrazione del sistema, ha pubblicato i classici del pensiero antimoderno, antiumanistico e antidemocratico da Julius Evola a Johann Jakob Bachofen, ma anche alcune opere di Friedrich Nietzsche e di Oswald Spengler; un'antologia di pensieri di Mu'ammar Gheddafi (curata da Claudio Mutti) nonché tutti gli scritti di Adolf Hitler e di altre figure politiche come Joseph Goebbels, Corneliu Codreanu, Léon Degrelle e Benito Mussolini; una collana ("Paganitas") di opere di antichi polemisti anti-cristiani; una collana ("Visione e revisione storica") appositamente dedicata al revisionismo storico e al negazionismo della Shoah; persino una collana per bambini intitolata "I viaggi del Capitano Hamid" (dal nome dell'ipotetico agente dei servizi segreti algerini per il quale, a processo, Freda affermò di avere acquistato i timer che dovevano essere consegnati all'OLP, ma uno di essi fu riconosciuto come quello servito a far detonare la bomba di Piazza Fontana) nonché testi pseudoscientifici come il saggio sulla disuguaglianza delle razze umane di De Gobineau e il falso storico dei protocolli dei Savi Anziani di Sion. Definitosi uno "studioso dell'etnicità", propone i principi di un razzismo morfologico d'ispirazione evoliana.

### L'esperienza del Fronte Nazionale
Nel 1990 Franco Freda promuove la costituzione del Fronte Nazionale di cui, oltre che fondatore, sarà anche il reggente.

Freda durante una riunione del Fronte Nazionale

Freda ed il suo movimento sottolineeranno l'esigenza di difendere l'omogeneità etnica italiana ed europea, individuando nei crescenti flussi migratori non indoeuropei un pericoloso attacco alla stessa. La razza, per Freda, è un'arcaica «idea-forma», ossia un principio di differenziazione, in sé ulteriormente differenziato dalle etnie presenti al suo interno. La razza secondo la sintesi di Freda è «la forma a priori di una cultura», il suo specifico modo d'essere. Ecco spiegato perché «la varietà delle culture va dunque ricondotta alla varietà delle razze e delle etnie».
L'idea di razza - afferma Freda - riacquista, in tal modo, un significato originario, col rimando a una visione del mondo ordinata secondo la dottrina platonica del kosmos, ovvero un pluriverso razziale di contro all'universo del caos indifferenziato, un pluriverso di forme (le razze) conchiuse e compiute, tra loro non omologabili e nemmeno equivalenti.
Secondo la dottrina del Fronte Nazionale ogni razza vale di per sé ed è chiamata ad occupare il proprio posto - differenziato - nel mondo, andando così a comporre appunto il kosmos. I principi del razzismo morfologico tendono a escludere sia una visione meramente biologica che una esclusivamente spirituale e culturale, che non tenga conto della prima. Nelle parole dello stesso Freda, in una delle relazioni da reggente del Fronte Nazionale:
(Franco Freda)
(Franco Freda)

### Vicende giudiziarie

#### Processo per la strage di piazza Fontana
Dal 1971 è coinvolto in diversi processi, tra cui il più famoso è quello per la strage di piazza Fontana.

Franco Freda al processo di Catanzaro, 1977

Il processo viene sottratto dalla Corte di Cassazione al tribunale di Milano e spostato a Catanzaro e a Bari.
Freda, condannato all'ergastolo in primo grado, venne assolto per mancanza di prove dall'accusa di strage dalle corti d'assise d'appello di Catanzaro e di Bari, sentenze poi confermate, nel 1987, dalla Corte di Cassazione.
Nel 1979, mentre era ancora sotto processo a Catanzaro, per la strage di piazza Fontana, passò un periodo di latitanza a Reggio Calabria e successivamente in Costa Rica. Nella sua latitanza venne aiutato dall'avvocato e membro del MSI Paolo Romeo (successivamente parlamentare della Camera dei deputati per il Partito Socialista Democratico Italiano durante la XI legislatura), dal consigliere regionale del MSI Renato Meduri (successivamente senatore dal 1992), da amici come Marco Barnabò che da anni si era rifugiato in Costarica e da altri membri del partito nonché da esponenti della 'ndrangheta tra cui Paolo Martino, boss del clan De Stefano. Lo stesso Franco Freda conferma alla giornalista Raffaella Fanelli di essere stato aiutato durante la sua latitanza dalle cosche della 'ndrangheta . 
Freda venne intercettato e arrestato il 23 agosto del 1979 ed estradato in Italia.
Nel giugno 2005 la Corte di Cassazione ha confermato la responsabilità di Freda e Ventura in ordine alla strage. Secondo la Corte, l'eccidio del 12 dicembre 1969 fu organizzato da "un gruppo eversivo costituito a Padova nell'alveo di Ordine Nuovo" e "capitanato da Franco Freda e Giovanni Ventura". Il giudizio ha valore di sola condanna morale e storica, in quanto i due imputati non possono essere messi sotto processo essendo già stati assolti irrevocabilmente dalla corte d'assise d'appello di Bari, che li ha condannati solo per le bombe sui treni. Freda comunque ha sempre negato questa accusa, giudicando la strage come "immorale".
Diversi elementi hanno portato gli investigatori ad accusare il gruppo neofascista di Freda e Ventura:
- la composizione delle bombe usate in Piazza Fontana era identica a quella degli esplosivi che Ventura, pochi giorni dopo gli attacchi, aveva nascosto a casa di un amico;
- i timer erano provenienti da uno stock di 50 timer a deviazione, della marca tedesca Junghans-Diehl, prodotti per il mercato italiano dalla ditta milanese GPU Gavotti, comprati il 22 settembre 1969 da Franco Freda in un negozio di Bologna; egli ha successivamente spiegato che comprò i timer per Mohamed Selin Hamid, un supposto agente dei servizi segreti algerini (la cui esistenza è stata negata dalle autorità algerine) per la resistenza palestinese; i servizi segreti di Israele hanno dichiarato che nessun timer del genere è mai stato usato dai palestinesi;
- le borse in cui erano nascoste le bombe erano state acquistate in un negozio padovano (la stessa città in cui viveva Freda), un paio di giorni prima degli attentati.[29]

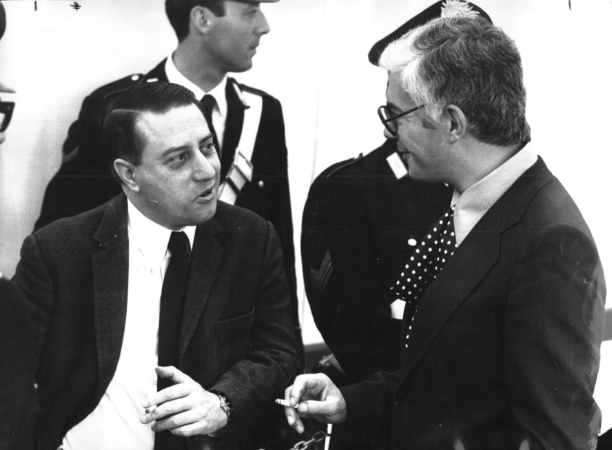
Franco Freda e Guido Giannettini durante il processo

La Cassazione ora conferma che l'eccidio del 12 dicembre 1969 fu organizzato da "un gruppo eversivo costituito a Padova nell'alveo di Ordine Nuovo" e "capitanato da Franco Freda e Giovanni Ventura". Secondo la Cassazione, così come per le corti d'appello, anche "la cellula veneziana di Maggi e Zorzi" nel 1969 organizzava attentati, ma "non è dimostrata la loro partecipazione alla strage del 12 dicembre". La corte giudica così "inattendibile" il pentito di Ordine Nuovo Carlo Digilio, mentre certifica "veridicità e genuinità" di quanto dichiarato dal supertestimone Martino Siciliano, ossia che "Siciliano ha partecipato alla riunione con Delfo Zorzi e Carlo Maria Maggi dell'aprile '69 nella libreria Ezzelino di Padova" in cui "Freda annunciò il programma degli attentati ai treni". Dopo gli attentati ai treni emerse che alcuni membri del gruppo avevano protestato contro Freda per aver collocato un numero maggiore di bombe da quello originariamente programmato (dieci anziché tre) e potenzialmente più letali (erano state poste negli scompartimenti e non nelle toilette) col tentativo di sviluppare la strategia terroristica tramite atti sempre più violenti affermando secondo un testimone, che "non era il caso di prendersi cura di una massa capace solo di mercanteggiare, mangiare, defecare e riprodursi".
Tuttavia, poiché tali bombe non provocarono vittime, non è dimostrato il coinvolgimento di Maggi e Zorzi nella "strategia stragista di Freda e Ventura". In definitiva, secondo la Cassazione, "i tragici fatti del 12 dicembre 1969 non rappresentano una 'scheggia impazzita' ma il frutto di una coordinata 'acme' operativa iscritta in un programma eversivo ben sedimentato, ancorché di oscura genesi, contorni e dimensioni". Infine, la Corte definisce "deprecabile e sorprendente" la decisione di far brillare la seconda valigia-bomba inesplosa, impedendo "accertamenti di ineludibile importanza".

#### Gruppo di Ar
Riguardo alla costituzione del Gruppo di Ar, nel 1982 Freda viene condannato definitivamente a quindici anni di carcere per associazione sovversiva.

#### Scioglimento del Fronte Nazionale e condanna per istigazione all'odio razziale
Il Fronte Nazionale di Franco Freda è stato sciolto dal Consiglio dei ministri nel 2000, sulla base della legge Mancino.
I 49 membri del movimento, tra i quali Freda, seguendo le tesi della procura di Verona, con la consulenza del perito Enzo Santarelli, sono stati processati e condannati (sei anni di carcere a Freda) per "costituzione di associazione avente lo scopo di incitare alla discriminazione o alla violenza per motivi razziali" (sentenza della Corte di Cassazione, 7 maggio 1999).
In tale processo è stato difeso dall'avvocato Carlo Taormina.
La questura di Verona avviò l'inchiesta sul Fronte Nazionale a seguito di alcuni volantinaggi del gruppo presso delle scuole medie della città. Freda ed altri 45 dirigenti del Fronte Nazionale furono condannati in primo grado nell'ottobre 1995 a sei anni di carcere per il reato di ricostituzione del partito fascista (legge Scelba n. 645 del 1952); la pena venne confermata in secondo grado dalla Corte d'assise d'appello di Venezia e ridimensionata a tre anni per Freda dalla Cassazione nel 1999, modificando il reato in propaganda all'odio razziale (legge Mancino).

#### Sentenza-ordinanza
Negli anni novanta l'inchiesta del giudice Guido Salvini raccolse le dichiarazioni di Martino Siciliano e Carlo Digilio, ex neofascisti di Ordine Nuovo, i quali confessarono il proprio ruolo nella preparazione dell'attentato, ribadendo le responsabilità di Freda e Ventura. Comunque la sentenza-ordinanza ha concluso di non doversi procedere, nei confronti di Franco Freda, in quanto i reati sono estinti per intervenuta prescrizione. Ordine Nuovo è la struttura prevalentemente responsabile, in termini di esecuzione materiale, degli attentati in Piazza Fontana del 12 dicembre 1969 e di quelli che li hanno preceduti ed ha continuato ad operare successivamente.
Era stabilito che Mariano Rumor, dopo le bombe del 12 dicembre 1969, che secondo il presidente del Consiglio dei ministri della Repubblica Italiana avrebbero dovuto essere solo dimostrative senza morti, avrebbe dichiarato lo stato d'assedio, aprendo la strada ad un governo militare, sostenuto dall'estrema destra, come era successo in Grecia con la dittatura dei colonnelli. Invece i sedici morti di Piazza Fontana avevano scosso l'opinione pubblica, i partiti erano pronti alla guerra civile e Mariano Rumor ci ripensò, non dichiarò lo stato d'assedio, vanificando il lavorio terroristico del SID, dell'Ufficio Affari Riservati, direttore Elvio Catenacci, della CIA che finanziava il SID, dell'Aginter Press per mezzo di Guido Giannettini, di Stefano delle Chiaie di Avanguardia Nazionale e di Franco Freda e Giovanni Ventura di Ordine Nuovo.
Secondo le indagini del PM Guido Salvini, confermate dalle testimonianze di Vincenzo Vinciguerra, gli ordinovisti avevano progettato un attentato contro Mariano Rumor. Nel movimento ordinovista il rancore nei confronti di Rumor era giunto al punto che si progettò di assassinarlo fin dal 1970. «Bisogna spazzare via Rumor» affermò Maggi, responsabile di Ordine nuovo del Triveneto con Carlo Digilio e Maurizio Tramonte. Maggi e Marcello Soffiati proposero tre volte a Vincenzo Vinciguerra, dal 1971 al 1972, di uccidere Rumor nella sua abitazione di Vicenza. In quello stesso periodo Freda conobbe in cella Gianfranco Bertoli e Giancarlo Esposti, i quali entrambi avrebbero tentato in due diverse occasioni nei due anni successivi (di cui il primo con un tentativo conclusosi con la strage della questura di Milano) di assassinare il presidente Rumor.

#### Altro
Freda venne coinvolto in un altro processo nei primi anni '70. L'avvocato Gabriele Forziati di Trieste, a capo della cellula locale di Ordine Nuovo, lo denunciò per estorsione in seguito ad un tentativo di attentato da parte del gruppo che si verificò alla scuola materna slovena di Trieste dell'ottobre 1969 quando una bomba venne trovata inesplosa sopra un davanzale. Forziati asserì che Freda lo ricattò dal carcere dietro compenso di un'ingente somma di denaro per non coinvolgerlo. Successivamente Freda venne assolto in sede processuale.
All'inizio del 1972, Marco Pozzan, stretto collaboratore di Freda, aveva confidato agli inquirenti di una serie di incontri, avvenuti con Freda in cui sarebbero stati decisi e progettati una serie di attentati terroristici realizzati poi nel corso dell’anno 1969 – quelli di aprile a Milano, quelli di agosto sui treni, quelli di ottobre, sino a quelli del 12 dicembre -; in uno di questi incontri, quello tenuto il 18 aprile 1969, avrebbero partecipato, oltre ovviamente a Freda e Ventura, anche altre due elementi di spicco: Pino Rauti del Movimento Sociale Italiano e un giornalista membro dei servizi segreti. Nel marzo 1972, i magistrati di Treviso fanno arrestare Freda, Ventura e Rauti ma quest’ultimo verrà scarcerato il mese successivo a seguito di un alibi fornito da alcuni giornalisti de Il Tempo, testata giornalistica per la quale lavorava Rauti. Nel frattempo, Pozzan, ormai testimone “scomodo” – si rese irreperibile fuggendo a Madrid, in Spagna, con l’aiuto del capitano del Sid Antonio Labruna, sotto il falso nome di «Mario Zanella», lo stesso nome con cui comparirà anni dopo nella lista degli iscritti della P2. Prima della sua fuga Pozzan, attribuì a Freda anche l’esecuzione di un ulteriore attentato: quello verificatosi il 15 aprile 1969 all’Università di Padova, dove Pozzan lavorava come bidello, in cui venne collocato un ordigno (circa mezzo etto di esplosivo) nello studio del rettore e professore di giurisprudenza Enrico Opocher, ex insegnante nonché relatore di tesi di Freda. Casualmente Opocher non era presente al momento dell'esplosione. Non ci furono feriti né vittime ma i danni furono ingenti. 
Quello stesso anno, più precisamente il 6 ottobre 1972, l'ex parà Ivano Boccaccio, 21 anni, militante di Ordine Nuovo, tentò di dirottare il volo BM 373 Trieste-Venezia-Ancona-Foggia-Bari, operato con un Fokker F27 della ATI, consociata dell'Alitalia, con 7 passeggeri e 3 membri di equipaggio chiedendo, in cambio degli ostaggi, la liberazione di Freda più 200 milioni di lire per finanziare il movimento neofascista e un velivolo per poter fuggire a Il Cairo. Dopo ore di trattative i passeggeri furono liberati in cambio di carburante, approfittando della situazione riuscirono a fuggire anche i membri dell'equipaggio e Boccaccio resta ucciso in una sparatoria con la polizia all'interno dell'aereo stesso ritornato sullo scalo di Ronchi dei Legionari. Nel 1975 i militanti Vincenzo Vinciguerra e Carlo Cicuttini, già autori insieme a Boccaccio della strage di Peteano avvenuta nel maggio di quello stesso anno, furono inquisiti e processati per aver organizzato con Boccaccio il tentativo di dirottamento: vennero assolti in primo grado, ma condannati in appello nel 1976.
Il suo nome emerse anche in relazione alla figura dell'amico e collaboratore Adriano Romualdi, figlio del presidente del Movimento Sociale Italiano Pino Romualdi e considerato l'allievo prediletto di Julius Evola nonché una delle figure di punta della destra radicale. Il nome di Romualdi, era infatti emerso nel corso delle indagini sulla strage di Piazza Fontana per un suo ipotetico coinvolgimento nella strage: era infatti stato indicato come l'unico personaggio che poteva chiarire circostanze fondamentali sui rapporti tra la cellula veneta di Freda e il SID di Guido Giannettini, ma morì nell'agosto del 1973 in un incidente stradale sulla via Aurelia di cui non furono mai ricostruite chiaramente le dinamiche prima che venisse interrogato in merito. La sua morte suscitò sospetti sul fatto che non si fosse trattato di un banale incidente a causa di un suo ipotetico coinvolgimento con la strage di Piazza Fontana e coi servizi segreti. 
La rivista clandestina Quex, legata ai Nuclei Armati Rivoluzionari, fondata da Fabrizio Zani, Mario Tuti, Maurizio Murelli, Edgardo Bonazzi e Angelo Izzo e pubblicata con cadenza irregolare tra il 1978 e il 1981 era apertamente ispirata agli ideali di Freda espressi nel suo saggio La disintegrazione del sistema. Nonostante ciò lo stesso nome di Freda finirà nella rubrica "Écrasez l'infâme" ("schiacciate l'infame"), il cui scopo era smascherare i traditori o gli infiltrati e di causarne l'annientamento morale ed eventualmente l'eliminazione fisica, accusato di coinvolgimento con i servizi segreti italiani, il quale verrà aggredito da alcuni esponenti di estrema destra all'interno del carcere di Trani, tra cui il NAR Egidio Giuliani, compagno di cella di Pierluigi Concutelli, ordinovista autore dell'omicidio del magistrato Vittorio Occorsio nel 1976.
Alcune frasi estrapolate da libri di Franco Freda furono citate nella sentenza sulla strage di Bologna, come prova che la strage ebbe matrice ideologica neofascista, in particolare il testo La disintegrazione del sistema e un testo anonimo pubblicato dalle Edizioni di Ar, da taluni commentatori attribuito a Freda, in cui si dice che «bisognava fare [...] una strage dalla quale non uscissero che fantasmi». Ad ogni modo Freda fu citato solo come ideologo del terrorismo di estrema destra, senza responsabilità penali nella strage della stazione del 2 agosto 1980, per la quale sono stati condannati alcuni membri dei Nuclei Armati Rivoluzionari di Valerio Fioravanti, sostenitori, direttamente ispirati dalla Disintegrazione, e sostenitori di un possibile «fronte unito rivoluzionario» tra terrorismo nero e terrorismo rosso.
Nel 2018 Freda ha espresso sostegno al ministro dell'Interno e vicepremier leghista Matteo Salvini definendolo un "salvatore della razza bianca".
In un'intervista del 2020 Guido Salvini, il magistrato che ha riaperto le indagini sulla strage di piazza Fontana, ha definito Freda un uomo «per intelligenza, carisma e autocontrollo (..) in grado di imporsi sui membri del suo gruppo». Salvini ha anche considerato la casa editrice di Freda «non disprezzabile», prendendone comunque le distanze.
Nel novembre 2022 la libreria di Freda ad Avellino viene perquisita dalla DIGOS nell'ambito di un'indagine che ha portato allo smantellamento di una cellula neonazista terrorista chiamata Ordine di Hagal che progettava attentati in Campania. Tuttavia tale perquisizione non ha rinvenuto alcun materiale utile all'indagine.

## Rappresentazione nei media

### Letteratura
- Il personaggio di Franco, protagonista del romanzo Occidente (1975) di Ferdinando Camon è ispirato a Franco Freda e dalle ricerche fatte dall'autore sul terrorismo italiano. Freda, nel corso di un'occasione in cui incontrò personalmente Camon, alla domanda se fosse veramente lui il responsabile della strage di Piazza Fontana gli rispose con la frase "È innocente non chi è incapace di peccare, ma chi pecca senza rimorsi." Asserzione di incerto significato, che tuttavia venne interpretata come un'ammissione di colpevolezza.[57]

- Il romanzo Non ci sono innocenti del 2016 scritto da Anna K. Valerio e Silvia Valerio (rispettivamente moglie e cognata di Franco Freda), racconta le avventure del gruppo giovanile di Ar, di Freda e di Ventura negli anni tra il 1967 e il 1969. All'interno del romanzo, oltre alla storia ambientata negli anni del boom economico e della contestazione, ci sono molti riferimenti all'infanzia e adolescenza di Franco Freda, che nel libro viene anche chiamato l'Autocrate.

### Cinema
- Occidente (1978) di Dante Guardamagna, sceneggiato televisivo in due puntate tratto dall'omonimo romanzo di Ferdinando Camon. Franco è interpretato da Roberto Bisacco.
- Romanzo di una strage (2012) di Marco Tullio Giordana. Nel film, Freda è interpretato da Giorgio Marchesi.

## Opere
- La disintegrazione del sistema, Padova, Edizioni di Ar, Padova, 1969, 1970, 1978, 2000, 2005, 2010
- (come Fronte Popolare Rivoluzionario), La giustizia è come il timone: dove la si gira, va, Padova, Edizioni di Ar, 1969
- Il Fronte Nazionale, Padova, Edizioni di Ar, 1994
- Platone. Lo Stato secondo giustizia, Padova, Edizioni di Ar, 1996
- L'albero e le radici, Padova, Edizioni di Ar, 1996, 2008
- I lupi azzurri. Documenti del Fronte Nazionale, Padova, Edizioni di Ar, 2000.
- Monologhi a due voci. Interviste 1974 - 2007, Padova, Edizioni di Ar, 2007.
- In alto le forche (Il '68 e il nichilismo), Padova, Edizioni di Ar, 2008.